# Seine Söhne
Seine Söhne (Originaltitel: His People) ist ein US-amerikanisches Stummfilmdrama aus dem Jahr 1925 von Edward Sloman mit Rudolph Schildkraut in der Hauptrolle. Der Film wurde von Universal Pictures produziert.

## Handlung
Rabbi David Cominsky, Vater zweier Söhne, schlägt sich in New Yorks Lower East Side als Straßenhändler durch. Er bevorzugt den fleißigen und ehrgeizigen Morris, den Älteren, der Anwalt werden will, gegenüber dem loyalen Sammy, der Zeitungen verkauft und seinem älteren Bruder das College finanziert. Cominsky findet heraus, dass Sammy unter dem Namen „Battling Rooney“ Preisboxer geworden ist, und jagt ihn aus dem Haus.

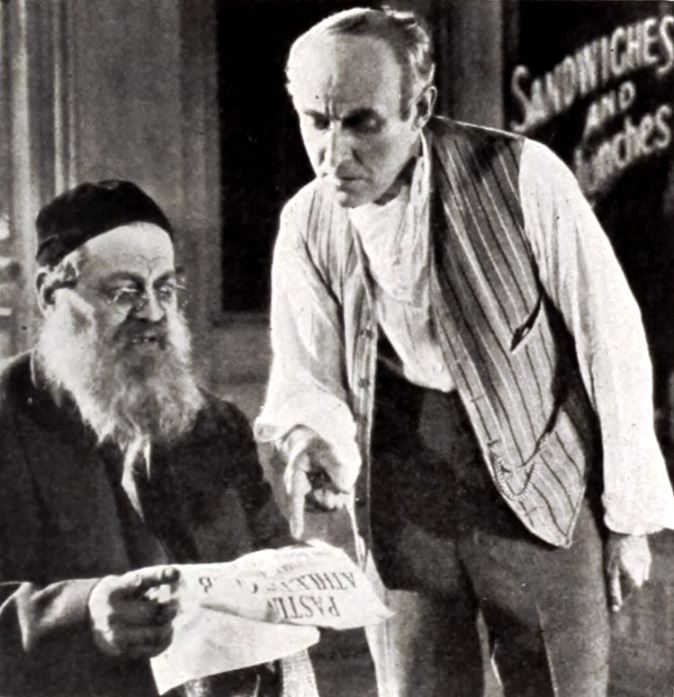
Szenenfoto mit Rudolph Schildkraut (li.) und Nat Carr

Morris verlangt von seinem Vater, ihm einen Anzug zu kaufen, also verpfändet Cominsky seinen Mantel, um einen Anzug zu kaufen, den Morris jedoch in eine Aschentonne wirft. Durch die Kälte wird der alte Cominsky schwer krank, übersteht aber die Krankheit. Er wird angewiesen, in ein wärmeres Klima zu ziehen. Morris hat sich inzwischen mit Ruth Stein, der Tochter seines Chefs, verlobt, schämt sich aber für seine Abstammung. Cominsky kommt zur Verlobungsfeier und Morris weigert sich, seinen eigenen Vater anzuerkennen. Sammy, der die Leichtgewichtsmeisterschaft gewonnen hat, stellt sich seinem Bruder, weist ihn zurecht und schleppt ihn nach Hause. Morris erkennt seine Sünde und bittet um Vergebung. Cominsky bedankt sich bei Sammy und gibt Sammys irischer Freundin Mamie Shannon seinen Segen.

## Hintergrund
Das Museum of Jewish Heritage beauftragte 2004 den Musiker und Komponisten Paul Shapiro, für eine Aufführung einer vom National Center of the Jewish Film restaurierten Fassung einen neuen Soundtrack zu komponieren und mit seiner Band einzuspielen. Die Aufführung fand am 21. Juli 2008 im Rahmen des San Francisco Jewish Film Festival statt.

## Veröffentlichung
Die Premiere des Films fand am 1. November 1925 in New York statt. 1926 kam er im Deutschen Reich und in Österreich, hier unter dem Titel Seine Leut’, in die Kinos.

## Auszeichnungen
1925 gewann der Film zwei Photoplay Awards. Die Produktion wurde als bester Film des Monats Dezember ausgezeichnet, Rudolph Schildkraut als bester Darsteller.